# はんざきじろう
はんざき じろうは、日本の漫画家。現在は双葉社を中心に成人向け漫画（主にコメディ）を発表している。

## 略歴
詳細不明

## 連載中
- あまエロ　双葉社「アクションピザッツSP」
- 辰巳出版「ペンギンクラブ山賊版」

## 作品リスト
単行本
- 『早熟果肉 JUICY』 富士美出版〈富士美コミックス〉2006.7.5 ISBN 978-4-8942-1680-8
- 『誘惑の花園』富士美出版〈富士美コミックス〉2007.08.10 ISBN 978-4-8942-1746-1
- 『ラブラブ・らんぶる』富士美出版〈富士美コミックス〉2009.9.10 ISBN 978-4-8942-1904-5
- 『ラブラブしちゃうぞ』双葉社〈アクションコミックス〉2009.10.28 ISBN 978-4-5758-3690-5
- 『ままごと』エンジェル出版〈エンジェルコミックス〉2011.9.17 ISBN 978-4-8730-6398-0
- 『あま♡エロ』エンジェル出版〈エンジェルコミックス〉2012.9.14 ISBN 978-4-8730-6442-0

同人誌
- 『と○ぶるらくがき』2008.8.19